# Gräberfeld auf dem Bornhügel

Osnabrück-Gretesch

Das Gräberfeld auf dem Bornhügel am Stadtrand von Osnabrück-Gretesch in Niedersachsen gehört mit über 300 Brandbestattungen zu den größten im Osnabrücker Land und ist seit Ende des 19. Jahrhunderts bekannt.
Die typischen Hügel der bronze- und eisenzeitlichen Brandgräber (2000 bis 500 v. Chr.) wurden im Zuge der landwirtschaftlichen Nutzung eingeebnet, die Einfassungsgräben vieler Anlagen blieben jedoch unter dem Pflughorizont erhalten. Das Gräberfeld spiegelt die zu dieser Zeit vorherrschende Brandbestattung wider. Der Leichenbrand wurde entweder in Urnen aus Ton oder in inzwischen vergangenem organischen Material in Gruben niedergelegt, die überhügelt wurden.
Um 1880 wurden auf dem Bornhügel beim Sandabbau die ersten Urnen entdeckt. Bei den archäologischen Untersuchungen wurden die Besonderheiten dieses Bestattungsareals, wie Leichenbrandlager oder Urnenbeisetzungen mit bronzenen Grabbeigaben und Gefäßen entdeckt. Seit 1985 wurden hier regelmäßig Flächengrabungen durchgeführt, bei denen zahlreiche auch doppelte Kreisgräben, sowie Lang- oder Schlüssellochgräben dokumentiert wurden.
Die ältesten Gräber der Region (z. B. die Sundermannsteine) stammen aus der neolithischen Trichterbecherkultur (TBK – 3500 bis 2800 v. Chr.).